# Đỗ Quyết
Đỗ Quyết (sinh 1962) là một sĩ quan cấp cao trong Quân đội nhân dân Việt Nam, Giáo sư, Tiến sĩ, Thầy thuốc ưu tú, hàm Trung tướng, từng giữ chức vụ: Phó Giám đốc Bệnh viện 103 (2008-2013); Phó Giám đốc Học viện Quân y (2013-2014); Nguyên Giám đốc Học viện Quân y.

## Thân thế và sự nghiệp
Đỗ Quyết quê quán xã Đình Dù, huyện Văn Lâm, tỉnh Hưng Yên. Cha mẹ ông sớm tham gia hoạt động cách mạng ở địa phương. Cha ông là cán bộ lão thành cách mạng, tham gia chiến dịch Điện Biên Phủ, từng bị địch bắt giam tại nhà tù Hỏa Lò, là một trong những người được Nhà nước phong quân hàm lần đầu tiên vào năm 1958. 3 người anh của ông cũng tham gia quân đội. Tiếp nối truyền thống gia đình, ông trở thành sinh viên Học viện Quân y sau khi tốt nghiệp cấp 3.
Năm 1979, thi đỗ vào Học viện Quân y
Năm 1985, tốt nghiệp Học viện Quân y về nhận công tác tại Sư đoàn 304, Quân đoàn 2
Năm 1997, bổ nhiệm giữ chức Phó Chủ nhiệm Khoa Lao và Bệnh phổi, Bệnh viện 103
Năm 2006, bổ nhiệm giữ chức Chủ nhiệm Khoa Lao và Bệnh phổi, Bệnh viện 103
Năm 2008, bổ nhiệm giữ chức Phó Giám đốc Bệnh viện 103
Năm 2013, bổ nhiệm giữ chức Phó Giám đốc Học viện Quân y
Tháng 10 năm 2014, bổ nhiệm giữ chức Giám đốc Học viện Quân y
Thiếu tướng (9.2014), Trung tướng (9.2018)
Giáo sư (1.2015)

## Kỷ luật

### Liên quan đến việc lợi dụng dịch bệnh để trục lợi, tham nhũng; vi phạm các quy định trong tổ chức thực hiện mua sắm, đấu thầu và lợi dụng chức vụ, quyền hạn trong khi thi hành công vụ của công ty công nghệ Việt Á
Ngày 5 - 4  - 2022, Ban Bí thư quyết định thi hành kỷ luật Ban Thường vụ Đảng ủy Học viện Quân y các nhiệm kỳ 2015 - 2020, 2020 - 2025 bằng hình thức cảnh cáo; thi hành kỷ luật trung tướng Đỗ Quyết và thiếu tướng Hoàng Văn Lương bằng hình thức "cách chức tất cả các chức vụ trong Đảng" nhiệm kỳ 2015 - 2020, 2020 - 2025. 